# Thelypteris glaziovii
Thelypteris glaziovii là một loài dương xỉ trong họ Thelypteridaceae. Loài này được C.F. Reed mô tả khoa học đầu tiên năm 1969.